# Romualdas Marcinkus

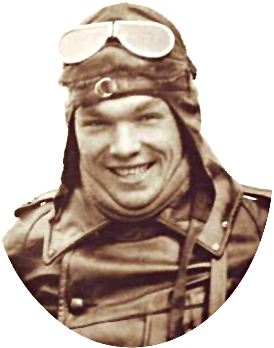
Romualdas Marcinkus

Romualdas Marcinkus , född 22 juli 1907 i Jurbarkas, Litauen, död 29 mars 1944 i Gdańsk, Nazityskland, var en  litauisk flygare och fotbollsspelare. Han deltog i transeuropeiska flygning den 25 juni 1934 och var den enda litauiska flygare som tjänstgjort i Brittiska flygvapnet (RAF) under andra världskriget. 

## Media
- Wikimedia Commons har media som rör Romualdas Marcinkus.